# Groupement Sportif des Pétroliers Algérie
L'equip Groupement Sportif des Pétroliers Algérie (codi UCI: GSP) és un equip ciclista algerià, que ha combinat la categoria Continental amb anys com amateur. Competeix principalment a les curses de l'UCI Àfrica Tour.

## Principals resultats
- Trofeu del Príncep: Azzedine Lagab (2011)
- Tour d'Algèria: Azzedine Lagab (2011)
- Circuit d'Alger: Azzedine Lagab (2011, 2014)
- Circuit d'Asmara: Abdellah Ben Youcef (2013)
- Tour de Al Zubarah: Azzedine Lagab (2014)
- Tour d'Orània: Azzedine Lagab (2015)
- Tour d'Annaba: Abdelbaset Hannachi (2015)
- Circuit de Constantina: Azzedine Lagab (2015)
- Critèrium Internacional de Blida: Abdelbaset Hannachi (2015)

### Grans Voltes
- Tour de França
  - 0 participacions

- Giro d'Itàlia
  - 0 participacions

- Volta a Espanya
  - 0 participacions

## Classificacions UCI
A partir del 2011 l'equip participa en les proves dels circuits continentals, especialment a l'UCI Àfrica Tour.
UCI Àfrica Tour
| Temporada | Classificació per equips | Millor ciclista en la classificació individual |
| --------- | ------------------------ | ---------------------------------------------- |
| 2011      | 1r                       | Azzedine Lagab (3r)                            |
| 2012      | 2n                       | Azzedine Lagab (4t)                            |
| 2013      | 5è                       | Azzedine Lagab (15è)                           |
| 2014      | 2n                       | Azzedine Lagab (3r)                            |
| 2015      | 2n                       | Azzedine Lagab (10è)                           |

UCI Amèrica Tour
| Temporada | Classificació per equips | Millor ciclista en la classificació individual |
| --------- | ------------------------ | ---------------------------------------------- |
| 2011      | 37è                      | Youcef Reguigui (326è)                         |

UCI Àsia Tour
| Temporada | Classificació per equips | Millor ciclista en la classificació individual |
| --------- | ------------------------ | ---------------------------------------------- |
| 2014      | 38è                      | Azzedine Lagab (60è)                           |

UCI Europa Tour
| Temporada | Classificació per equips | Millor ciclista en la classificació individual |
| --------- | ------------------------ | ---------------------------------------------- |
| 2011      | 106è                     | Youcef Reguigui (606è)                         |
| 2012      | 90è                      | Youcef Reguigui (208è)                         |